# Павел Черенков
Павел Алексеевич Черенков (на руски: Па́вел Алексе́евич Черенко́в) е виден руски физик. Носител е на Нобелова награда за физика за 1958 година заедно с Игор Там и Иля Франк, за откритието на специфично синьо излъчване при преминаване на бързи заредени частици през прозрачни течности, наречено по-късно ефект на Черенков.

## Биография
Роден е на 28 юли 1904 година в село Новая Чигла, днешна Воронежка област. През 1928 г. завършва Воронежкия университет. От 1930 г. е аспирант в Ленинградския институт по физика и математика. По това време той се жени за Мария Путинцева, дъщеря на А. М. Путинцев, професор по руска литература. С нея имат две деца: син – Алексей и дъщеря – Елена. През 1935 г. Черенков защитава кандидатска дисертация, а през 1940 г. докторска. От 1932 г. работи под ръководството на Сергей Вавилов, а от 1935 г. е сътрудник към Физическия институт Лебедев при АН на СССР. През 1953 г. става професор по експериментална физика, а от 1970 г. – академик към Академията на науките.
Умира на 6 януари 1990 година в Москва на 85-годишна възраст.

## Научна дейност
Основната дейност на Черенков е свързана с физична оптика, ядрена физика, физика на високите енергии. През 1934 г. той открива специфично синьо светене на прозрачни течности при преминаването през тях на заредени частици. Това явление се наблюдава при движение на заредени частици със скорост превишаваща фазовата скорост на светлината за дадената среда. Черенков показва различието му от флуоресценцията. През 1936 г. установява основно свойство на това излъчване – неговата насоченост. То образува конус с ос, която съвпада с траекторията на частиците. Теорията на това излъчване е разработена от Игор Там и Иля Франк през 1937 г., за което тримата получават Нобелова награда за 1958 г. Това излъчване се нарича излъчване на Черенков или ефект на Черенков. На руски то е познато като „ефект на Вавилов-Черенков“. Този ефект е базата на създадените детектори за бързи частици, които широко се употребяват в ядрената физика и изследването на космически лъчи. Черенков участва още в създаването на ускорители на частици – синхротрони и работи по разпадането на хелия и други леки ядра.